# Acquario (programma televisivo)
Acquario è stato un programma televisivo italiano di genere talk show, trasmesso dalla Rete 1 per 21 puntate il lunedì alle 22.30, dal 30 ottobre 1978 al 23 aprile 1979, con la conduzione di Maurizio Costanzo.

## Il programma
Ideale prosecuzione del grande successo dei due anni precedenti, Bontà loro, ne ricalcava sostanzialmente la formula, con un'attenzione più marcata alla contrapposizione dialettica degli ospiti e sulla forza narrativa delle personalità intervistate. L'ospite principale infatti, veniva "sorpreso", durante la puntata, dall'intervento di altri ospiti, spesso in totale disaccordo con lui, col risultato di generare scontri dialettici non di rado dai toni accesi. Emblematiche in tal senso furono la puntata con Emma Bonino e Rosa Russo Jervolino e quella che vide per protagonista Ilona Staller e il pretore Vincenzo Salmeri.
Tra gli ospiti più noti vi furono Carmelo Bene, Carlo Cassola, Susanna Agnelli (sorpresa da Rino Gaetano che intonava il brano Nuntereggae più, dove criticava, tra gli altri, proprio la senatrice ed il presentatore, poi dalla femminista Adele Cambria), Paola Borboni, Maurizio Valenzi..
Il titolo del programma faceva riferimento all'acquario presente in studio, fulcro centrale della scenografia, idea ripresa nel 2017 nella trasmissione Che tempo che fa.
La sigla, intitolata anch'essa Acquario, fu incisa da Aquarium Sounds su etichetta RCA.
Il programma nella stagione successiva fu sostituito da Grand'Italia, altro talk show condotto da Costanzo.